# Leschukonski rajon
Der Leschukonski rajon (russisch Лешуко́нский муниципа́льный райо́н, transkribiert Leschukonski munizipalny rajon) ist eine Verwaltungseinheit innerhalb der Oblast Archangelsk. Er befindet sich östlich der Oblasthauptstadt Archangelsk und hat 7979 Einwohner. Das administrative Zentrum ist das Dorf Leschukonskoje.

## Geographie
Der Rajon ist mit 28.100 km² der flächenmäßig zweitgrößte Rajon der Oblast Archangelsk, zugleich aber auch der bevölkerungsärmste. Der Leschukonski rajon liegt im Osten der Oblast. An ihn grenzt der Mesenski rajon im Norden und der Pineschski rajon im Westen. Im Osten besteht eine Grenze mit dem Ust-Zilemski rajon und im Süden mit dem Udorski rajon, die beide zur Republik Komi gehören.
Das Gebiet, in dem sich zahlreiche Gletscherrandseen befinden, ist größtenteils mit borealem Nadelwald (Taiga) bedeckt. Es liegt hauptsächlich im Einzugsgebiet des Flusses Mesen und seiner Nebenflüsse Mesenskaja Pischma, Sula, Kyma, Waschka, Kimscha und Pjosa. Im äußersten Osten entspringt zudem die Zilma, ein Nebenfluss der Petschora. Durch den Rajon zieht sich der nördliche Teil des Timanrückens.

## Geschichte
Das Gebiet des heutigen Rajon wurde ursprünglich von Finno-ugrische Völkern bewohnt. Im 13. Jahrhundert entstanden erste slawische Siedlungen, die zur Republik Nowgorod gehörten und nach deren Fall in das Großfürstentum Moskau übergingen. Zu den ältesten namentlich erwähnten Siedlungen am Mesen gehören Juroma (1513), Koinas (1554) und Uschtschelje (1614).
Bis zum Anfang des 20. Jahrhunderts gehörte das Territorium des heutigen Rajons zum Mesenski ujesd innerhalb des Gouvernements Archangelsk. Im Jahr 1917 wurden Gebiete des Mesenski ujesd als Ust–Waschski ujesd mit dem Zentrum Ust-Waschka (heute Leschukonskoje) ausgegliedert. 1925 wurde der Ust–Waschski ujesd aufgelöst und wieder Teil des Mesenski ujesd.
Durch eine weitere Verwaltungsreform wurde der Mesenski ujesd 1929 aufgelöst. Das Gebiet des Ujesd ging in den neu gegründeten Verwaltungseinheiten Mesenski rajon und Leschukonski rajon auf, welche Bestandteil des Nördlichen Krai wurden. 1936 wurde der Nördliche Krai zur  Nördlichen Oblast umgebildet und schließlich 1937 in die Oblaste Archangelsk und Wologda aufgeteilt. Der Leschukonski rajon wurde Teil der Oblast Archangelsk.

## Bevölkerungsentwicklung
Die folgende Übersicht zeigt die Entwicklung der Einwohnerzahlen des Leschukonski rajon.
| Jahr | Einwohner |
| ---- | --------- |
| 1959 | 16.791    |
| 1970 | 17.065    |
| 1979 | 15.670    |
| 1989 | 15.488    |
| 2002 | 10.708    |
| 2010 | 7.979     |

Anmerkung: 1959–2010 Volkszählungsdaten

## Verwaltungsgliederung
Der Leschukonski rajon ist administrativ in sieben Selsowjets unterteilt. Auf Gemeindeebene gliedert sich der Rajon in sechs (Land-)Gemeinden (selskoje posselenije, russ. сельское поселение/ländliche Ansiedlung). Verwaltungszentrum des Rajon ist das Dorf (Selo) Leschukonskoje.
| Gemeinde (munizipalnoje obrasowanije)                    | Art der Gemeinde                          | Verwaltungszentrum           | Einwohner |
| -------------------------------------------------------- | ----------------------------------------- | ---------------------------- | --------- |
| Woschgorskoje (Муниципальное образование «Вожгорское»)   | selskoje posselenije (сельское поселение) | Woschgora (Вожгора)          | 779       |
| Koinasskoje (Муниципальное образование «Койнасское»)     | selskoje posselenije (сельское поселение) | Koinas (Койнас)              | 743       |
| Leschukonskoje (Муниципальное образование «Лешуконское») | selskoje posselenije (сельское поселение) | Leschukonskoje (Лешуконское) | 4416      |
| Olemskoje (Муниципальное образование «Олемское»)         | selskoje posselenije (сельское поселение) | Olema (Олема)                | 421       |
| Zenogorskoje (Муниципальное образование «Ценогорское»)   | selskoje posselenije (сельское поселение) | Zenogora (Ценогора)          | 588       |
| Juromskoje (Муниципальное образование «Юромское»)        | selskoje posselenije (сельское поселение) | Juroma (Юрома)               | 284       |

## Kultur und Sehenswürdigkeiten
Im Leschukonski rajon befinden sich noch zahlreiche vorrevolutionäre hölzerne Kirchen und Häuser, von denen zwei als historisch-kulturelle Denkmäler föderaler Bedeutung unter Schutz stehen. Zu diesen zählen die Ende des 19. Jahrhunderts erbaute hölzerne Kirche des heiligen Nikolaus von Myra (Храм Николая Чудотворца) sowie das 1879 erbaute Klokotow-Gehöft im Dorf Saoserje. Das zum Klokotow-Gehöft gehörige Klokotow-Haus wurde im Jahr 2004 in das Freilichtmuseum Malyje Korely in Archangelsk überführt und dort neu errichtet.
In Leschukonskoje befindet sich seit 1984 das Historische Heimatmuseum Leschukonskoje (Лешуконский районный историко-краеведческий музей).

## Wirtschaft und Verkehr
Die Holzwirtschaft ist der wichtigste Industriezweig innerhalb des Rajons.
Auf Grund der entlegenen Lage, fehlender Eisenbahnanschlüsse und dem Vorhandensein von nur einer ganzjährig befahrbarer Regionalstraße, erfolgt der überregionale Personentransport nach Archangelsk vorwiegend mit dem Flugzeug. Neben dem Flughafen in Leschukonskoje befinden sich drei weitere kleinere Flughäfen in Koinas, Olema und Woschgora.
Im Winter sind der Mesen und die Waschka durch Eisstraßen befahrbar, während der Transport im Sommer durch Fährverkehr erfolgt.